# Гарганджия, Отари Васильевич
Ота́ри Васи́льевич Гарга́нджия (23 декабря 1930, Сухуми — 8 мая 1988, Новосибирск) — советский тренер по боксу. Преподаватель Новосибирского электротехнического института и новосибирского боксёрского клуба «Динамо», личный тренер ряда титулованных новосибирских боксёров, в том числе Станислава Кирсанова и Петра Горбатова. Заслуженный тренер СССР (1971).

## Биография
Отари Гарганджия родился 23 декабря 1930 года в городе Сухуми Абхазской АССР. Окончил московский Государственный центральный институт физической культуры (ныне Российский государственный университет физической культуры, спорта, молодёжи и туризма), после чего в возрасте двадцати четырёх лет по распределению отправился в город Новосибирск.
Осуществлял преподавательскую деятельность в Новосибирском электротехническом институте (ныне Новосибирский государственный технический университет), в течение многих лет работал тренером в новосибирской боксёрской секции физкультурно-спортивного общества «Динамо», где подготовил многих титулованных спортсменов, в том числе 20 мастеров спорта и троих мастеров спорта международного класса. Фактически стал основателем новосибирской школы бокса.
Среди его воспитанников — чемпион СССР, многократный чемпион РСФСР Станислав Кирсанов; двукратный серебряный призёр чемпионатов СССР Пётр Горбатов; призёры всесоюзных и всероссийских первенств Геннадий Журнаев, Александр Кудряшов, Геннадий Гришаев, Борис Власов, Аркадий Евстратов, Николай Ермаков, Владимир Мокроусов, Анатолий Грищук, Николай Дергунов и др. За многолетнюю работу по подготовке членов сборной команды СССР в 1971 году Отари Гарганджия был удостоен почётного звания «Заслуженный тренер СССР».
Умер 8 мая 1988 года.
Начиная с 2008 года в Новосибирске регулярно проходят чемпионаты и первенства Сибирского федерального округа, посвященные памяти заслуженного тренера СССР Отари Гарганджия. На административном здании новосибирской областной организации «Динамо» по адресу ул. Коммунистическая, 60 установлена мемориальная доска Отари Васильевичу Гарганджия.